# نیک یوسفی
نیک یوسفی عکاس، فیلمساز و تدوینگر ایرانی متولد دههٔ هفتاد است که سالهاست در عرصهٔ فیلمسازی و تولید موزیک ویدئو، تدوین و عکاسی به فعالیت حرفه‌ای مشغول است. 
او در جریان خیزش زن زندگی آزادی ۱۴۰۱ ایران در مهرماه ۱۴۰۱ توسط نیروهای امنیتی بازداشت شد.

## بازداشت
به گزارش هرانا یوسفی در شب یکشنبه ۲۴ مهر ۱۴۰۱ توسط نیروهای امنیتی در خانهٔ یکی از دوستانش بازداشت و به مکان نامعلومی منتقل شد. او از زمان بازداشت خود تنها یک بار با پدر خود تماس کوتاهی گرفته بود و اطلاع دقیقی از محل نگهداری و اتهامات مطرح‌شده علیه وی در دسترس نبود.
یوسفی در حمایت از اعتراضات مردم ایران به مرگ مهسا امینی ویدئویی با عنوان «زن، زندگی، آزادی» ساخته بود که در شبکه‌های اجتماعی به صورت گسترده منتشر شده‌‌بود. برخی دلیل بازداشت وی را همین ویدیو می‌دانند.
وی هفته پیش از بازداشت خود در رشته توییتی گفته بود که از تهران خارج شده و موبایلش را هم خاموش کرده‌است. او در این توییت‌ها گفته بود که مأموران امنیتی با در دست داشتن پرینت سفارش غذا در اپلیکیشن اسنپ فود در جستجوی او به منزل دوستانش مراجعه کرده بودند.
یوسفی در ۲۱ آذرماه ۱۴۰۱ با قرار وثیقه از زندان آزاد شد.